# Dreiband-Weltmeisterschaft der Junioren 2005

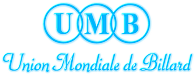
Logo UMB (ausrichtender Verband)

Die Dreiband-Weltmeisterschaft der Junioren 2005 war ein Turnier in der Karambolagedisziplin Dreiband und fand vom 27. bis 30. Juli in Paiporta in der Provinz Valencia statt.

## Teilnehmer
Das Teilnehmerfeld setzt sich aus den Kontinentalverbänden wie folgt zusammen:
- CEB: 10
- CPB: 3
- ACBC: 2
- organisierende Verband: 1

| Europa (CEB) |                                   |
| 1            | Nick Zuijkerbuijk (Europameister) |
| 2            | Sameh Sidhom                      |
| 3            | Steven van Acker                  |
| 4            | Antonio Ortiz                     |
| 5            | Can Çapak                         |
| 6            | Francisco Unguetti                |
| 7            | Marcel Decker                     |
| 8            | Jeffrey Jorissen                  |
| 9            | Thierry Amar                      |
| 10           | Alain Houlman                     |

| Amerika (CPB) |                |
| 11            | Erick Tellez   |
| 12            | Arley Galeano  |
| 13            | Miguel Cantón  |
| Asien (ACBC)  |                |
| 14            | Lee Myoung-kyu |
| 15            | Hong Jin-pyo   |
| Wildcard Org. |                |
| 16            | Javier Palazón |

## Modus
Gespielt wird in der Vorrunde in vier Gruppen zu je vier Spielern im Round-Robin-Modus im Satzsystem Best of 3 sets. Die beiden Gruppenersten zogen in die Endrunde ein, wo im K.-o.-System in Best of 3 Sets gespielt wurde. Die Shot clock stand auf 50 Sekunden.

## Gruppenphase
| Abschlusstabelle Gruppe A | Abschlusstabelle Gruppe A | Abschlusstabelle Gruppe A | Abschlusstabelle Gruppe A | Abschlusstabelle Gruppe A | Abschlusstabelle Gruppe A | Abschlusstabelle Gruppe A | Abschlusstabelle Gruppe A | Abschlusstabelle Gruppe A | Abschlusstabelle Gruppe A |
| Platz                     | Name                      | MP                        | SV                        | Pkte                      | Aufn.                     | GD                        | BED                       | BSD                       | HS                        |
| ------------------------- | ------------------------- | ------------------------- | ------------------------- | ------------------------- | ------------------------- | ------------------------- | ------------------------- | ------------------------- | ------------------------- |
| 1                         | Antonio Ortiz             | 6:0                       | 6:1                       | 103                       | 120                       | 0,858                     | 1,428                     | 1,500                     | 6                         |
| 2                         | Can Çapak                 | 4:2                       | 5:3                       | 107                       | 96                        | 1,114                     | 1,666                     | 5,500                     | 7                         |
| 3                         | Jeffrey Jorissen          | 2:4                       | 3:5                       | 79                        | 108                       | 0,731                     | 0,759                     | 1,875                     | 5                         |
| 4                         | Miguel Cantón             | 0:6                       | 1:6                       | 65                        | 105                       | 0,619                     | –                         | 0,789                     | 7                         |

| Abschlusstabelle Gruppe B | Abschlusstabelle Gruppe B | Abschlusstabelle Gruppe B | Abschlusstabelle Gruppe B | Abschlusstabelle Gruppe B | Abschlusstabelle Gruppe B | Abschlusstabelle Gruppe B | Abschlusstabelle Gruppe B | Abschlusstabelle Gruppe B | Abschlusstabelle Gruppe B |
| Platz                     | Name                      | MP                        | SV                        | Pkte                      | Aufn.                     | GD                        | BED                       | BSD                       | HS                        |
| ------------------------- | ------------------------- | ------------------------- | ------------------------- | ------------------------- | ------------------------- | ------------------------- | ------------------------- | ------------------------- | ------------------------- |
| 1                         | Sameh Sidhom              | 6:0                       | 6:1                       | 103                       | 120                       | 0,858                     | 1,428                     | 1,500                     | 6                         |
| 2                         | Erick Tellez              | 4:2                       | 4:3                       | 73                        | 93                        | 0,784                     | 1,153                     | 1,875                     | 6                         |
| 3                         | Marcel Decker             | 2:4                       | 3:4                       | 76                        | 134                       | 0,567                     | 0,697                     | 0,789                     | 4                         |
| 4                         | Alain Houlman             | 0:6                       | 1:6                       | 60                        | 121                       | 0,495                     | –                         | 0,714                     | 3                         |

| Abschlusstabelle Gruppe C | Abschlusstabelle Gruppe C | Abschlusstabelle Gruppe C | Abschlusstabelle Gruppe C | Abschlusstabelle Gruppe C | Abschlusstabelle Gruppe C | Abschlusstabelle Gruppe C | Abschlusstabelle Gruppe C | Abschlusstabelle Gruppe C | Abschlusstabelle Gruppe C |
| Platz                     | Name                      | MP                        | SV                        | Pkte                      | Aufn.                     | GD                        | BED                       | BSD                       | HS                        |
| ------------------------- | ------------------------- | ------------------------- | ------------------------- | ------------------------- | ------------------------- | ------------------------- | ------------------------- | ------------------------- | ------------------------- |
| 1                         | Javier Palazón            | 6:0                       | 6:0                       | 90                        | 66                        | 1,363                     | 1,500                     | 3,000                     | 8                         |
| 2                         | Arley Galeano             | 4:2                       | 4:3                       | 90                        | 90                        | 1,000                     | 1,257                     | 2,142                     | 5                         |
| 3                         | Nick Zuijkerbuijk         | 2:4                       | 3:5                       | 85                        | 107                       | 0,794                     | 0,784                     | 0,882                     | 6                         |
| 4                         | Hong Jin-pyo              | 0:6                       | 1:6                       | 75                        | 102                       | 0,735                     | –                         | 1,153                     | 4                         |

| Abschlusstabelle Gruppe D | Abschlusstabelle Gruppe D | Abschlusstabelle Gruppe D | Abschlusstabelle Gruppe D | Abschlusstabelle Gruppe D | Abschlusstabelle Gruppe D | Abschlusstabelle Gruppe D | Abschlusstabelle Gruppe D | Abschlusstabelle Gruppe D | Abschlusstabelle Gruppe D |
| Platz                     | Name                      | MP                        | SV                        | Pkte                      | Aufn.                     | GD                        | BED                       | BSD                       | HS                        |
| ------------------------- | ------------------------- | ------------------------- | ------------------------- | ------------------------- | ------------------------- | ------------------------- | ------------------------- | ------------------------- | ------------------------- |
| 1                         | Steven van Acker          | 6:0                       | 6:0                       | 90                        | 116                       | 0,775                     | 0,967                     | 1,250                     | 6                         |
| 2                         | Francisco Unguetti        | 4:2                       | 4:3                       | 93                        | 134                       | 0,694                     | 1,153                     | 1,500                     | 4                         |
| 3                         | Thierry Amar              | 2:4                       | 2:5                       | 91                        | 102                       | 0,892                     | 0,936                     | 1,250                     | 6                         |
| 4                         | Lee Myoung-kyu            | 0:6                       | 2:6                       | 77                        | 162                       | 0,475                     | –                         | 0,714                     | 5                         |

### Finalrunde
|  | Viertelfinale Best of 3 | Viertelfinale Best of 3 | Viertelfinale Best of 3 | Viertelfinale Best of 3 | Viertelfinale Best of 3 | Viertelfinale Best of 3 |                |                  | Halbfinale Best of 3 | Halbfinale Best of 3 | Halbfinale Best of 3 | Halbfinale Best of 3 | Halbfinale Best of 3 | Halbfinale Best of 3 |      |       | Finale Best of 3 | Finale Best of 3 | Finale Best of 3 | Finale Best of 3 | Finale Best of 3 | Finale Best of 3 |
|  |                         |                         |                         |                         |                         |                         |                |                  |                      |                      |                      |                      |                      |                      |      |       |                  |                  |                  |                  |                  |                  |
|  |                         | Satz                    | Pkt.                    | Aufn.                   | GD                      | HS                      |                |                  |                      |                      |                      |                      |                      |                      |      |       |                  |                  |                  |                  |                  |                  |
|  |                         | Satz                    | Pkt.                    | Aufn.                   | GD                      | HS                      |                |                  |                      |                      |                      |                      |                      |                      |      |       |                  |                  |                  |                  |                  |                  |
|  | Javier Palazón          | 2                       | 30                      | 35                      | 0,857                   | 6                       |                |                  |                      |                      |                      |                      |                      |                      |      |       |                  |                  |                  |                  |                  |                  |
|  | Javier Palazón          | 2                       | 30                      | 35                      | 0,857                   | 6                       |                | Satz             | Pkt.                 | Aufn.                | GD                   | HS                   |                      |                      |      |       |                  |                  |                  |                  |                  |                  |
|  | Francisco Unguetti      | 0                       | 27                      | 34                      | 0,794                   | 5                       |                | Satz             | Pkt.                 | Aufn.                | GD                   | HS                   |                      |                      |      |       |                  |                  |                  |                  |                  |                  |
|  | Francisco Unguetti      | 0                       | 27                      | 34                      | 0,794                   | 5                       | Javier Palazón | 2                | 30                   | 19                   | 1,578                | 4                    |                      |                      |      |       |                  |                  |                  |                  |                  |                  |
|  |                         | Satz                    | Pkt.                    | Aufn.                   | GD                      | HS                      | Javier Palazón | 2                | 30                   | 19                   | 1,578                | 4                    |                      |                      |      |       |                  |                  |                  |                  |                  |                  |
|  |                         | Satz                    | Pkt.                    | Aufn.                   | GD                      | HS                      |                | Steven van Acker | 0                    | 15                   | 18                   | 0,833                | 7                    |                      |      |       |                  |                  |                  |                  |                  |                  |
|  | Steven van Acker        | 2                       | 35                      | 35                      | 1,000                   | 7                       |                | Steven van Acker | 0                    | 15                   | 18                   | 0,833                | 7                    |                      |      |       |                  |                  |                  |                  |                  |                  |
|  | Steven van Acker        | 2                       | 35                      | 35                      | 1,000                   | 7                       |                |                  |                      |                      |                      |                      |                      | Satz                 | Pkt. | Aufn. | GD               | HS               |                  |                  |                  |                  |
|  | Arley Galeano           | 1                       | 41                      | 34                      | 1,205                   | 6                       |                |                  |                      |                      |                      |                      |                      | Satz                 | Pkt. | Aufn. | GD               | HS               |                  |                  |                  |                  |
|  | Arley Galeano           | 1                       | 41                      | 34                      | 1,205                   | 6                       | Javier Palazón | 2                | 38                   | 28                   | 1,357                | 8                    |                      |                      |      |       |                  |                  |                  |                  |                  |                  |
|  |                         | Satz                    | Pkt.                    | Aufn.                   | GD                      | HS                      | Javier Palazón | 2                | 38                   | 28                   | 1,357                | 8                    |                      |                      |      |       |                  |                  |                  |                  |                  |                  |
|  |                         | Satz                    | Pkt.                    | Aufn.                   | GD                      | HS                      |                | Erick Tellez     | 1                    | 21                   | 27                   | 0,777                | 6                    |                      |      |       |                  |                  |                  |                  |                  |                  |
|  | Antonio Ortiz           | 0                       | 21                      | 31                      | 0,677                   | 3                       |                | Erick Tellez     | 1                    | 21                   | 27                   | 0,777                | 6                    |                      |      |       |                  |                  |                  |                  |                  |                  |
|  | Antonio Ortiz           | 0                       | 21                      | 31                      | 0,677                   | 3                       |                | Satz             | Pkt.                 | Aufn.                | GD                   | HS                   |                      |                      |      |       |                  |                  |                  |                  |                  |                  |
|  | Eric Tellez             | 2                       | 30                      | 32                      | 0,937                   | 4                       |                | Satz             | Pkt.                 | Aufn.                | GD                   | HS                   |                      |                      |      |       |                  |                  |                  |                  |                  |                  |
|  | Eric Tellez             | 2                       | 30                      | 32                      | 0,937                   | 4                       | Eric Tellez    | 2                | 30                   | 20                   | 1,500                | 7                    |                      |                      |      |       |                  |                  |                  |                  |                  |                  |
|  |                         | Satz                    | Pkt.                    | Aufn.                   | GD                      | HS                      | Eric Tellez    | 2                | 30                   | 20                   | 1,500                | 7                    |                      |                      |      |       |                  |                  |                  |                  |                  |                  |
|  |                         | Satz                    | Pkt.                    | Aufn.                   | GD                      | HS                      |                | Sameh Sidhom     | 0                    | 23                   | 19                   | 1,210                | 4                    |                      |      |       |                  |                  |                  |                  |                  |                  |
|  | Sameh Sidhom            | 2                       | 30                      | 25                      | 1,200                   | 4                       |                | Sameh Sidhom     | 0                    | 23                   | 19                   | 1,210                | 4                    |                      |      |       |                  |                  |                  |                  |                  |                  |
|  | Sameh Sidhom            | 2                       | 30                      | 25                      | 1,200                   | 4                       |                |                  |                      |                      |                      |                      |                      |                      |      |       |                  |                  |                  |                  |                  |                  |
|  | Can Çapak               | 0                       | 24                      | 24                      | 1,000                   | 4                       |                |                  |                      |                      |                      |                      |                      |                      |      |       |                  |                  |                  |                  |                  |                  |
|  | Can Çapak               | 0                       | 24                      | 24                      | 1,000                   | 4                       |                |                  |                      |                      |                      |                      |                      |                      |      |       |                  |                  |                  |                  |                  |                  |

## Abschlusstabelle
| Legende | Legende                                       |
| --- | --------------------------------------------- |
| Abk. | Bedeutung                                     |
| Pkt. | erzielte Punkte                               |
| Aufn. | benötigte Aufnahmen                           |
| ED | Einzeldurchschnitt                            |
| GD | Generaldurchschnitt                           |
| VGD | Verhältnismässiger Generaldurchschnitt        |
| BMD | Bester Mannschaftsdurchschnitt                |
| BED | Bester Einzeldurchschnitt                     |
| BSD | Bester Satzdurchschnitt                       |
| BEVD | Bester Einzel Verhältnismässiger Durchschnitt |
| HS | Höchstserie                                   |
| MP | Match Points                                  |
| PP | Partie Punkte                                 |
| G-U-V | Gewonnen-Unentschieden-Verloren               |
| SV | Satzverhältnis                                |
| WRP | Weltranglistenpunkte                          |
| | 1. Platz (Gold)                               |
| | 2. Platz (Silber)                             |
| | 3. Platz (Bronze)                             |
| | Bester GD des Turniers/Runde                  |
| | Bester VGD des Turniers/Runde                 |
| | Bester ED des Turniers/Runde                  |
| | Bester BVGD des Turniers/Runde                |
| | Beste HS des Turniers/Runde                   |
| (Evtl. finden nicht alle Begriffe Anwendung oder einige sind nicht aufgeführt. Diese können in der Liste der Karambolage-Begriffe nachgesehen werden.) |                                               |

| Endklassement       | Endklassement       | Endklassement       | Endklassement       | Endklassement       | Endklassement | Endklassement | Endklassement | Endklassement | Endklassement | Endklassement |
| Phase               | Platz               | Name                | MP                  | SV                  | Pkt.          | Aufn.         | GD            | BED           | BSD           | HS            |
| ------------------- | ------------------- | ------------------- | ------------------- | ------------------- | ------------- | ------------- | ------------- | ------------- | ------------- | ------------- |
| Finale              | 1                   | Javier Palazón      | 12:0                | 12:1                | 188           | 148           | 1,270         | 1,578         | 3,000         | 8             |
| Finale              | 2                   | Erick Tellez        | 8:4                 | 9:5                 | 154           | 172           | 0,895         | 1,500         | 2,142         | 7             |
| Halb- finale        | 3                   | Sameh Sidhom        | 8:2                 | 8:3                 | 156           | 164           | 0,951         | 1,428         | 1,500         | 6             |
| Halb- finale        | 3                   | Steven van Acker    | 8:2                 | 8:3                 | 140           | 169           | 0,828         | 1,000         | 1,250         | 7             |
| Viertel- finale     | 5                   | Antonio Ortiz       | 6:2                 | 6:3                 | 125           | 140           | 0,892         | 1,200         | 1,666         | 6             |
| Viertel- finale     | 6                   | Can Çapak           | 4:4                 | 5:5                 | 131           | 120           | 1,091         | 1,666         | 2,500         | 7             |
| Viertel- finale     | 7                   | Arley Galeano       | 4:4                 | 5:5                 | 131           | 124           | 1,056         | 1,257         | 3,000         | 6             |
| Viertel- finale     | 8                   | Francisco Unguetti  | 4:4                 | 4:5                 | 120           | 168           | 0,714         | 1,153         | 1,500         | 5             |
| Gruppen- phase      | 9                   | Marcel Decker       | 2:4                 | 3:4                 | 76            | 134           | 0,567         | 0,697         | 0,789         | 4             |
| Gruppen- phase      | 10                  | Nick Zuijkerbuijk   | 2:4                 | 3:5                 | 85            | 107           | 0,794         | 0,784         | 0,882         | 6             |
| Gruppen- phase      | 11                  | Jeffrey Jorissen    | 2:4                 | 3:5                 | 79            | 108           | 0,731         | 0,759         | 1,875         | 5             |
| Gruppen- phase      | 12                  | Thierry Amar        | 2:4                 | 2:5                 | 91            | 102           | 0,892         | 0,936         | 1,250         | 6             |
| Gruppen- phase      | 13                  | Lee Myoung-kyu      | 0:6                 | 2:6                 | 77            | 162           | 0,475         | –             | 0,714         | 5             |
| Gruppen- phase      | 14                  | Hong Jin-pyo        | 0:6                 | 1:6                 | 75            | 102           | 0,735         | –             | 1,153         | 4             |
| Gruppen- phase      | 15                  | Miguel Cantón       | 0:6                 | 1:6                 | 65            | 105           | 0,619         | –             | 0,789         | 7             |
| Gruppen- phase      | 16                  | Alain Houlman       | 0:6                 | 1:6                 | 60            | 121           | 0,495         | –             | 0,714         | 3             |
| Turnierdurchschnitt | Turnierdurchschnitt | Turnierdurchschnitt | Turnierdurchschnitt | Turnierdurchschnitt | 1753          | 2146          | 0,816         |               |               |               |